# جبهة تورا بورا العسكرية
جبهة تورا بورا العسكرية (بالإنجليزية: Tora Bora Military Front) هي جماعة مسلحة تنشط في ولاية ننكرهار في أفغانستان. يقود الجبهة أنور الحق مجاهد. انفصلت الجبهة عن الحزب الإسلامي خالص بعد وفاة زعيمها مولوي محمد يونس خالص وصراع السلطة الذي أعقب ذلك بين أنور الحق مجاهد وحاج دين محمد.
أعلن أنور الحق مجاهد أن ولاء الجبهة هو لقيادة حركة طالبان. وقد نشرت الجبهة مجلة وموقعًا على شبكة الإنترنت.